# K2 (Don Airey)
K2 è il primo album solista del tastierista Don Airey.

## Tracce
1. Sea of Dreams – 5:01 (Don Airey)
2. Voice of the Mountain – 6:36
3. Song for Al – 3:41 (Don Airey)
4. Balti Lament – 4:36 (Don Airey)
5. Ascent To Camp 4 – 3:10 (Don Airey)
6. Can't Make Up Your Mind – 4:52 (Don Airey, Chris Thompson)
7. Summit Fever – 6:36 (Don Airey)
8. Close To the Sky – 3:41 (Don Airey)
9. Blues for J.T. – 4:36 (Don Airey)
10. Julie If You Leave Me – 3:10 (Don Airey)
11. Death Zone – 4:52 (Don Airey)

## Formazione
- Keith Airey, voce, chitarra
- Don Airey, tastiera
- Laurence Cottle, basso
- Niki Alan, batteria